# Megaselia castanea
Megaselia castanea är en tvåvingeart som beskrevs av Bridarolli 1937. Megaselia castanea ingår i släktet Megaselia och familjen puckelflugor. Inga underarter finns listade i Catalogue of Life.